# Lgota (Silésie)
Pour les articles homonymes, voir Lgota.
Lgota est une localité polonaise de la gmina de Kłobuck, située dans le powiat de Kłobuck en voïvodie de Silésie.